# Daniel Goa
Daniel Goa, né le 14 juin 1953 à la tribu de la Haut-Coulna dans la commune de Hienghène (Nouvelle-Calédonie), est un homme politique français et indépendantiste kanak.
Élu à l'Assemblée de la Province Nord depuis 2002 et au Congrès de la Nouvelle-Calédonie depuis 2009, il préside l'Union calédonienne (UC) du 18 novembre 2012 au 24 novembre 2024 et est maire de Hienghène du 28 mars 2014 au 19 mars 2017.

## Controverses

### Conduite en état d'ivresse
Le 16 septembre 2022, Daniel Goa a été impliqué dans un accident de la route, en percutant un autre véhicule stationné devant l'école primaire de Pouembout.
Les Gendarmes arrivés sur place, ont alors constatés que Daniel Goa avait un taux de 1,6 gramme dans le sang, après avoir effectué un contrôle d'alcoolémie.
Le président de l'UC a été condamné à 6 mois de suspension de permis de conduire, et à 200 jours-amende équivalent à 240 000 Francs CFP, lors d'une audience en CRPC  le 12 décembre 2022.
Il a été reconnu coupable des faits suivants : conduite en état d’ivresse, défaut de maîtrise, et outrage en envers agent des forces de l’ordre.
Daniel Goa a reconnu les faits qui lui étaient reprochés.

### Récidive
Le 13 juillet 2023 au matin, durant une opération de contrôle routier de la gendarmerie, sur la commune de Voh, Daniel Goa a été une nouvelle fois contrôlé positif à l'alcool. Cette fois son taux d'alcoolémie été de 0,8 grammes dans le sang, et son véhicule immédiatement immobilisé. Son permis lui avait été restitué quelques jours auparavant, après 6 mois de suspension.
En état de récidive, Daniel Goa risque jusqu'à 4 ans de prisons, ainsi que l'annulation de son permis de conduire, voir la confiscation de son véhicule.
Daniel Goa n'a proféré aucune insulte raciale et homophobe, à l'encontre des gendarmes qui l'ont contrôlés, et a pleinement coopéré, contrairement à sa première interpellation en 2022.
Finalement, Daniel Goa n'a été condamné en CRPC qu'a 6 mois de prison avec sursis, à l'annulation de son permis de conduire, et à une amende de 200 000 F cfp.

### État d'ébriété
Le 17 mars 2024, Daniel Goa a vécu une nuit agitée. Tout a commencé par une chute à la Baie de la Moselle à Nouméa, où il s’est blessé à la tête. Les pompiers l’ont pris en charge et conduit au Médipôle. Là, un dépistage d’alcoolémie a révélé un taux de 3,5 grammes d’alcool par litre de sang.
À la suite de cet incident, Daniel Goa a passé la nuit dans la cellule de dégrisement du commissariat central de Nouméa. La police nationale a confirmé cette information.

### Propos polémiques
Lors du comité directeur de l'Union Calédonienne à Koumac le 22 avril 2023, Daniel Goa a pris la parole pour tenir des propos polémiques.
Il a alors affirmé que : « La France ne nous reconnait pas, nous ne la reconnaitrons pas, ce qui nous obligera forcément à nous tourner vers de puissants soutiens extérieurs qui nous font déjà des appels du pied, le peuple kanak n'est plus seul. ». Mais également que : « l'évènement d'un corps électoral ouvert que l’État s'engage à rétablir ne nous donnera pas le choix que d'agir et nous faire envisager des solutions irréversibles, au risque que plus aucune élection ne se tiendra dans ce pays avec ce nouveau corps électoral. »
Pour lui, l'ouverture du corps électoral implique que « les mêmes causes produiront les mêmes effets », faisant allusion aux tragiques événements de 1984 et 1988.
Pour Sonia Backès et le groupe des Loyalistes, un « nouveau cap est passé », et décident de porter plainte contre Daniel Goa pour appelle à la haine et à la violence, ainsi qu'à la sédition.
Une enquête a été ouverte le 27 avril 2023, par le procureur de la république de Nouvelle-Calédonie Yves Dupas.
Le 8 juin 2024, dans le contexte des violentes émeutes qui secouent l’archipel depuis le 13 mai, il déclare à l’occasion du comité directeur de l’UC à Canala que « la souveraineté ne pourra être qu’immédiate, pleine et entière et non négociable, prévoyant notamment une déclaration de souveraineté pour le 24 septembre, jour de la prise de possession française . L’UC indique également dans son communiqué que les méthodes de l’État sont « dignes de la Gestapo », refusant toute mission du dialogue, à l’instar de l’Union Nationale pour l’Indépendance (UPM - Palika) qui appelle à l’apaisement et dont le membre et président du gouvernement local Louis Mapou a appelé dans une déclaration solennelle à lever tous les barrages et à cesser les exactions, se disant « très triste » de la situation actuelle et demandant une aide plus importante de l’État . Saluant l’initiative du président Mapou, les loyalistes ont encore une fois sévèrement condamné les propos de Daniel Goa, déclarant dans un communiqué qu’il n’y aura « aucune indépendance imposée aux Calédoniens qui l’ont clairement refusée à trois reprises », déclarant les discours de M. Goa « irresponsables et haineux ».

## Militant indépendantiste et communiste
Son engagement politique commence en 1973, lorsqu'il adhère aux « Foulards rouges », un groupe de jeunes militants nationalistes kanak et de gauche inspirés par le mouvement de Mai 68 et emmenés par Nidoïsh Naisseline.
Mais il doit quitter bientôt la Nouvelle-Calédonie pour la France métropolitaine, où il réside entre 1975 et 1988 pour y faire, notamment, son service militaire, puis y suivre une formation en mécanique, des études de droit à Nantes en 1982 ou travailler dans une usine de montage en Vendée. Ainsi, il n'est pas en Nouvelle-Calédonie pendant la période des « Évènements » qui voit s'affronter violemment, entre 1984 et 1988 surtout, partisans et opposants à l'indépendance de cet archipel. Il n'abandonne pas pour autant ses activités politiques, devenant membre en 1978 du Parti communiste français (PCF). Il se rend d'ailleurs à deux reprises en Union des républiques socialistes soviétiques (URSS), pour des formations en économie politique à Moscou.

## Un cadre de l'Union calédonienne
De retour en Nouvelle-Calédonie, il est employé dans un premier temps au service « Retraites » de la Caisse de compensation des prestations familiales, des accidents du travail et de prévoyance des travailleurs salariés (CAFAT), l'équivalent local de la Sécurité sociale. La même année, il adhère à l'Union calédonienne (UC), le plus vieux parti de l'archipel (créé en 1953 avec à l'origine un discours autonomiste) qui a pris officiellement position en faveur de l'indépendance à partir de 1977 et est l'une des principales composantes (sinon la principale) du Front de libération nationale kanak et socialiste (FLNKS) qu'il a contribué à fonder en 1984.

### Homme de cabinet
Daniel Goa obtient son premier mandat électif en étant élu le 11 juin 1995 conseiller municipal de sa commune natale de Hienghène, sur la côte Est de la Grande Terre et en Province Nord, siégeant dans la majorité du maire Daniel Fisdiepas, lui aussi membre de l'UC. Il est réélu en 2001 et en 2008.
Toujours en 1995, il devient chargé de mission auprès de Bernard Lepeu, une des figures de l'UC (dont il est le président de 1996 à 1999) et alors directeur de cabinet du président de l'Assemblée de la Province Nord, Léopold Jorédié, issu du même parti. Lorsque Lepeu est porté à la tête du mouvement le 12 novembre 1996, Daniel Goa le remplace à la direction du cabinet de Jorédié à compter du 24 janvier 1997. Il le reste jusqu'au 15 février 1999. Léopold Jorédié s'est en effet fait exclure en 1998 de l'UC pour avoir décidé de négocier la préparation d'un nouvel accord institutionnel avec les anti-indépendantistes et l'État pour éviter le référendum d'autodétermination, jugé dangereux par une grande partie de la classe politique de tout bord, ne respectant pas la consigne du parti, et plus généralement le FLNKS, qui avait conditionné toute reprise des discussions s'il obtenait satisfaction concernant un « préalable minier » dans la Nord (ce qui est chose faite au début de l'année 1998, ouvrant la voie à la signature de l'accord de Nouméa). Jorédié a ensuite créé, avec d'autres dissidents modérés du front indépendantiste, la Fédération des comités de coordination indépendantistes (FCCI) qui se met à coopérer dans les institutions avec le principal parti de la droite anti-indépendantiste, le Rassemblement pour la Calédonie dans la République (RPCR) du député Jacques Lafleur. Daniel Goa, resté fidèle à la ligne directrice, majoritaire, de l'UC définie par Bernard Lepeu, rompt donc à cette occasion avec Léopold Jorédié.

### Chef de l'UC à la Province Nord
Lors des élections provinciales du 9 mai 1999, les premières organisées dans le cadre du nouveau statut défini par l'accord de Nouméa, Daniel Goa est candidat en septième position sur la liste intitulée « FLNKS » (mais en réalité essentiellement composée de l'UC, deux autres composantes du front indépendantiste ayant constituées des listes rivales : d'une part l'Union nationale pour l'indépendance, ou UNI, emmenée par le Parti de libération kanak, dit Palika, du maire de Poindimié Paul Néaoutyine, et d'autre part l'Union progressiste en Mélanésie, UPM, de Daniel Gopoea) dirigée par Bernard Lepeu dans le Nord. Cette liste arrive en deuxième place, avec 3 893 voix soit 22,53 % des suffrages exprimés et 6 sièges sur 22 à l'Assemblée provinciale (dont 4 des 15 également envoyés au Congrès), contre 4 831 votes (27,95 %) et 8 conseillers à l'UNI. Daniel Goa n'est donc pas élu dans un premier temps.
Daniel Goa fait son entrée dans l'Assemblée provinciale du Nord le 7 mai 2002 à la suite du décès de Yannick Weiry, élu en troisième position sur la liste Lepeu en 1999. Il devient dès lors le chef du groupe de l'UC dans cette institution, poste qu'il conserve jusqu'à aujourd'hui, ainsi que président de la commission de la culture, des sports et des loisirs (qu'il garde jusqu'en 2009). Il s'insère ainsi dans une nouvelle génération de dirigeants de l'UC, emmenée par Pascal Naouna et également incarnée par Charles Pidjot dans le Sud, Néko Hnepeune aux Îles Loyauté ou encore Gilbert Tyuienon, avec le soutien de Bernard Lepeu, qui a pris le contrôle du parti en 2001 (aussi appelés « G7 », en référence au groupe politique distinct de celui appelé « FLNKS » qu'ils ont fondé en 2000 au Congrès et qui est constitué de sept membres). Ils incarnent alors une ligne plus dure à l'égard du RPCR ou de l'État (boycottant en 2003 à la fois le Comité des signataires de l'accord de Nouméa et la visite du président de la République Jacques Chirac), demandant une application sans concessions de leurs revendications concernant l'accord de Nouméa (notamment pour le gel du corps électoral pour les élections provinciales), mais aussi une demande de renouvellement générationnel face à la « vieille garde » incarnée alors par Rock Wamytan ou Richard Kaloï et des attaques vives contre l'UNI de Paul Néaoutyine (qui pour sa part prône une application certes stricte de l'accord de Nouméa mais sur une ligne plus consensuelle et de concertation permanente avec les anti-indépendantistes).
Aux élections provinciales du 9 mai 2004, il est toujours à la septième place de la liste cette fois clairement intitulée « Union calédonienne » et tirée par Pascal Naouna. Elle fait mieux qu'en 2004, avec 5 576 voix (27,12 %) et 7 élus provinciaux (ce qui permet à Daniel Goa d'être réélu), dont 5 également membres du Congrès, mais ne permet pas de limiter le succès de l'UNI du président sortant Paul Néaoutyine : si celui-ci avait dû composer avec l'UC durant la précédente mandature, il devance largement toutes les autres formations en nombre de suffrages (7 711, soit 37,51 %) et arrive pratiquement à la majorité absolue (11 élus sur 22), ce qui lui permet malgré tout de diriger les affaires de la province seule. D'ailleurs, Daniel Goa, reconduit à la tête du groupe UC, fait office de véritable chef de l'opposition provinciale, critiquant à plusieurs reprises la politique budgétaire de Paul Néaoutyine. Si, lors du vote du premier budget supplémentaire de la mandature le 26 août 2004, il se contente de « réserves » sur le seul fonds annexe destiné à l’accompagnement du projet d’usine du Nord, ses attaques se font plus vives par la suite, reprochant surtout à la majorité UNI de trop thésauriser et de ne pas assez investir. Il parle ainsi, lors du débat sur le budget primitif 2007 le 19 décembre 2006, d'« absence d’outils pour évaluer les politiques provinciales », de « dérive vers une gestion technico-administrative » et d'une Province « en panne d’ambitions pour ses populations » et dont le seul souci, selon lui, « est d’être le meilleur élève de la classe auprès des services de l’État ». Puis, lors de la présentation du compte administratif pour 2006, le 31 août 2007, s'insurge contre le montant élevé de l'excédent : « Le cumul des excédents antérieurs nous donne un résultat de près de 11 milliards [de Francs pacifique, soit 92,18 millions d'euros]. C’est presque le double de notre budget 2007. C’est énorme ! Et surtout, qu’en faire ? ». Dans le même esprit, il remet en question le fait « d’engranger de la trésorerie alors que la population attend plus de bien-être » et demande « un véritable débat d’orientations budgétaires pour définir les vraies priorités ».
Mais c'est surtout après les élections provinciales du 10 mai 2009 que son attitude à l'assemblée provinciale vis-à-vis de l'UNI devient plus offensive. Cette fois cinquième sur la liste de l'UC, emmenée désormais par le maire de Canala Gilbert Tyuienon, il est actif durant la campagne, présentant notamment le programme de sa formation au seul quotidien de l'archipel, Les Nouvelles calédoniennes, le 8 avril 2009, appelant tout particulièrement à une « diversification économique » qui viendrait « en plus de la mine et de la métallurgie », estimant que « la Province Nord est avant tout rurale et le secteur minier ne peut être qu'un pilier permettant d'assurer le développement des productions agricoles tout aussi bien vivrières traditionnelles que grandes cultures » et propose des « grands travaux de plantations forestières ». Et, cette fois, l'UC arrive au coude-à-coude avec l'UNI, qui garde son statut de première force politique de la province mais perd sa majorité confortable : la liste Tyuienon réunit ainsi 6 420 électeurs, 29,63 % des suffrages exprimés et 8 élus (dont 5 au Congrès, ce qui permet ainsi à Daniel Goa d'intégrer l'assemblée néo-calédonienne), soit seulement 211 votes, 0,97 points et 1 siège de moins que la liste Néaoutyine. L'UC tient alors à consolider ce bon score en présentant Gilbert Tyuienon contre Paul Néaoutyine (qui est toutefois réélu) à la présidence de l'assemblée, alors qu'un accord passé avant le scrutin à l'intérieur du FLNKS prévoyait que la tête de liste indépendantiste la mieux placée serait soutenu par toutes les composantes du front. Quoi qu'il en soit, grâce au vote en leur faveur des trois élus du Parti travailliste (situé plus à gauche et sur une ligne plus radicale que le FLNKS sur le plan de la revendication indépendantiste), le groupe toujours dirigé par Daniel Goa s'octroie deux des trois vice-présidences face aux candidats de l'UNI, à savoir la première pour Gilbert Tyuienon et la troisième pour Cézelin Tchoeaoua.
C'est désormais un rapport de force constant qui est maintenu par Daniel Goa avec les partisans de Paul Néaoutyine, en consolidant la coopération avec le Parti travailliste de Rock Doui afin de limiter la marge de manœuvre de l'UNI. Ensemble, ils critiquent notamment le 20 octobre 2009 la décision du président de province de licencier la directrice des finances et du budget Evelyne Goro Atu et apportent leur soutien à l'intersyndicale qui mobilise une centaine de personnes pour protester contre ce limogeage, Daniel Goa déclarant à ce sujet : « Nous retenons votre volonté de favoriser le développement de l'emploi local [...]. Or, la gestion de ce conflit ne répond pas à cette démarche puisqu'il y a eu arrêt du contrat de mise à disposition d'Evelyne Goro Atu, cadre kanak ». Et si le groupe UC se contente de s'abstenir lors du budget primitif pour l'année fiscale 2010 en décembre 2009, il vote contre le compte administratif 2009 et le budget supplémentaire le 11 juillet 2010 (qui sont néanmoins adoptés avec 10 voix pour, celles de l'UNI et du non-indépendantiste de Calédonie ensemble Gérard Poadja, 9 contre et 3 abstentions du Parti travailliste). Tout en rappelant qu'il s'agit d'un vote « contre le budget et non pas contre l’UNI », Daniel Goa justifie ce choix en estimant que « notre programme n’est pas assez pris en compte » et que désormais l’UC initierait une stratégie de conquête d’un maximum de présidences et vice-présidences des commissions « et de les partager avec le Parti travailliste ». Il précise cette position dans une conférence de presse donnée en marge de cette séance : « Ça fait un an que nous courons après l’UNI et le président. Il n’y a pas d’histoire de bagarre, il faut juste faire trembler la citadelle pour remettre en question la manière de gérer la collectivité. Sur le budget supplémentaire d’aujourd’hui, il n’y a que 18 % d’inscriptions nouvelles. C’est un budget de report. On ne peut pas s’en satisfaire. Nous invitons tous les autres groupes à travailler avec nous dans une logique d’émancipation du pays. ». Et lorsque l'un des élus de son groupe, Pascal Naouna, de plus en plus en désaccord avec la stratégie de son successeur à la tête du parti, Charles Pidjot, de rapprochement avec le Parti travailliste mais aussi avec les anti-indépendantistes du Rassemblement-UMP (nouveau nom depuis 2004 du RPCR, permet par son vote à l'UNI de reprendre en main les vice-présidences et les commissions en 2011, Daniel Goa, également président de la commission de la discipline de l'UC, prône la fermeté contre lui.

### Un fidèle de Charles Pidjot
Car Daniel Goa est également inscrit plus amplement dans la direction de l'Union calédonienne à partir de l'élection à sa présidence, qu'il ravit à Pascal Naouna, de Charles Pidjot lors du 38e congrès du mouvement réuni dans la tribu de Wakone à Maré en novembre 2007. Commissaire général adjoint (secondant Raymond Pabouty) sous Pascal Naouna et au début de la présidence Pidjot, il devient commissaire général à la suite du 41e congrès de la tribu de Nekliai à Poya qui voit la réélection de Charles Pidjot avec 151 votes de délégués sur 188 face à son éternel rival Pascal Naouna. Il prend également la présidence de la commission de la discipline et est placé à la tête d'une commission interne au parti créée en 2010 pour réactualiser le texte du projet de Constitution d'État indépendant déposé à l'ONU par Jean-Marie Tjibaou en 1987, dont le ton est désormais jugé trop marxiste (prévoyant notamment dans son préambule de créer une « République démocratique, laïque et socialiste ») et faisant trop référence à la Constitution française du 4 octobre 1958 « qui a tué le particularisme local », selon Daniel Goa,.
Mais cette position nouvelle est aussi institutionnelle, puisqu'il fait pour la première fois son entrée au Congrès de la Nouvelle-Calédonie en 2009. Il y est membre du groupe FLNKS présidé par Rock Wamytan puis Caroline Machoro, dominé par l'UC associé à une élue du Rassemblement démocratique océanien (RDO, quatrième composante du FLNKS représentant des membres de la communauté wallisienne et futunienne favorables à l'indépendance), l'unique membre de la Dynamik unitaire Sud (DUS, extérieur au FLNKS et dissident depuis 2011 du Palika) et le seul représentant de l'UC Renouveau (parti extérieur au FLNKS et dissident de l'UC créé en 2004). Il est surtout actif au sein de la commission des Transports et des Communications, dont il est rapporteur du 8 juin 2009 au 19 août 2011, puis le président du 19 août 2011 au 29 août 2012 et finalement le vice-président du 29 août 2012 au 8 août 2013. Il est également, après l'élection le 1er avril 2011 de Rock Wamytan à la présidence du Congrès avec les voix des élus du groupe FLNKS et du Parti travailliste mais aussi des anti-indépendantistes du Rassemblement-UMP et de l'Avenir ensemble, Daniel Goa est porté à la 8e (et dernière) vice-présidence du bureau de l'assemblée, mais cette élection est néanmoins invalidée par le Conseil d'État le 1er août 2011. Il n'est pas reconduit dans le nouveau bureau élu le 19 août suivant (même si Rock Wamytan pour sa part retrouve la présidence, avec les mêmes soutiens, pour un mandat d'un an).
Il s'occupe surtout d'encadrer l'UC dans le Nord, une section qui se montre souvent critique à l'égard de Charles Pidjot dont la politique est critiquée comme étant trop consacrée au Sud (autant Pidjot que son secrétaire général, Gérard Reignier, sont résidents et implantés politiquement dans la même commune, le Mont-Dore, située dans le Grand Nouméa et d'où viennent également à la même période les deux principaux dirigeants du Rassemblement-UMP, Pierre Frogier et Éric Gay, leurs opposants parlant souvent pour les désigner de « clan du Mont-Dore »). Il y relaie les orientations stratégiques prises par Charles Pidjot, à savoir surtout l'alliance avec le Parti travailliste et, d'une manière tout de même assez limitée dans le Nord, son rapprochement avec le Rassemblement-UMP à partir de 2010. Il s'attache également à circonscrire les deux figures les plus critiques à l'égard de la ligne de Charles Pidjot, toutes deux influentes dans le Nord, à savoir les anciens présidents Bernard Lepeu et Pascal Naouna.

### Président de l'UC
Les élections législatives de juin 2012 rabat les cartes politiques en Nouvelle-Calédonie, en étant marquée surtout par une unité retrouvée entre les composantes du FLNKS autour de candidatures communes du côté indépendantiste, et un échec électoral du Rassemblement-UMP qui perd les deux circonscriptions qu'il détenait au profit de Calédonie ensemble, mouvement non-indépendantiste le plus critique à l'égard de l'ensemble des propositions ou choix stratégiques décidés par Pierre Frogier depuis 2010. Une des conséquences directes principales reste la fin de la coopération particulière mise en place entre l'UC et le Rassemblement-UMP avec un durcissement des positions de ces deux partis. Le second retirant son soutien à Rock Wamytan qui n'est pas réélu à la présidence du Congrès le 29 août 2012 au profit du Calédonie ensemble Gérard Poadja, demandant plus de contreparties de la part des indépendantistes et mettant en place un « préalable fiscal » (à savoir la décision de geler la mise en place de la « Taxe générale sur les activités » dite TGA, équivalent local d'une TVA devant remplacer l'ensemble des taxations indirectes existant sur les produits, revendication forte des indépendantistes et actée en 2011, tant qu'une révision de la clé de répartition favorisant les deux provinces indépendantistes au détriment de la Province Sud, plus riche mais aussi nettement plus peuplée, ne serait pas décidée). En réponse à cela, l'UC boycotte des comités de pilotage mis en place depuis 2010 pour faire un bilan de l'accord de Nouméa et préparer le terrain pour de futures négociations sur l'avenir institutionnel de la Nouvelle-Calédonie. C'est dans ce contexte que Charles Pidjot décède le 11 septembre 2012, forçant l'UC à se trouver un nouveau président lors de son 43e congrès organisé à La Foa du 16 au 18 novembre 2012 (et lors duquel il est acté la fin de la coopération institutionnelle avec le Rassemblement-UMP et l'Avenir ensemble).
Daniel Goa apparaît alors comme le candidat de la continuité avec « les ouvertures » initiées par Charles Pidjot, par opposition surtout à un autre élu du Nord, Pierre Chanel Tutugoro, homme d'appareil inconnu du grand public mais faisant figure de favori avant le congrès et soutenu par la tendance Naouna-Lepeu, favorable à un retour des alliances dans le cadre seulement du FLNKS et pour un discours indépendantiste sans concession. D'autres noms, plus connus mais handicapés par les statuts qui interdisent jusqu'à un certain point le cumul des mandats, sont avancés : Rock Wamytan, Gilbert Tyuienon ou Caroline Machoro. Finalement, lors du vote le 18 novembre 2012, Daniel Goa l'emporte par 114 voix contre 80 à Pierre Chanel Tutugoro, en grande partie grâce au soutien des sections des îles Loyauté qui jouaient le rôle d'arbitre lors de ce congrès. Il se présente immédiatement comme « simplement un militant qui défend la ligne politique dans laquelle Charly s’est inscrit ». D'ailleurs, le bureau reste sensiblement le même, les deux vice-présidents (Néko Hnepeune et Gilbert Tyuienon), le secrétaire général (Gérard Reignier) et un des deux secrétaires généraux adjoints (Damien Yeiwéné) restent en place. Le congrès entérine de plus une stratégie d'ouverture pour les prochaines élections provinciales de 2014 en souhaitant créer un « bloc nationaliste » que Daniel Goa définit comme « destiné aux gens qui pourraient construire un pays. Donc cela va au-delà du pôle indépendantiste [...] Au Rassemblement, à tous les partis de droite... », non pas pour constituer des listes communes, mais pour « s’inscrire dans un projet commun pour mettre au second plan les différentes légitimités qui s’affrontent depuis des décennies »,.
Dans la pratique, sa stratégie, également appelée « Top 2014 », vise à obtenir une majorité indépendantiste au Congrès notamment en optimisant ses résultats dans les fiefs anti-indépendantistes. Cela passe alors par la constitution d'un « bloc nationaliste » sous la forme de listes ouvertes à l'ensemble des formations de gauche et donc d'aller au-delà du seul FLNKS (une tactique face à laquelle le Palika se montre sceptique). Cela passe également par une campagne auprès des Kanaks issus de l'exode rural dans le Grand Nouméa afin que ceux-ci s'inscrivent sur les listes électorales de leurs communes de résidence plutôt que dans leurs communes d'origine, souhaitant par ce biais augmenter l'électorat indépendantiste dans une agglomération traditionnellement très anti-indépendantiste,,. Ceci s'accompagne de plusieurs propositions nouvelles, critiquées dans son propre parti mais aussi par d'autres formations indépendantistes dont surtout encore une fois le Palika, comme par exemple celle de trouver une « solution consensuelle » en instaurant en 2014 une « assemblée constituante » regroupant l'ensemble des formations politiques représentatives (y compris non-indépendantistes) et de proposer un « accord de coopération » avec la France. Il est réélu président de son parti lors de son 44e congrès à Lifou le 3 novembre 2013, face encore une fois à Pierre Chanel Tutugoro, candidat de la ligne de Pascal Naouna en faveur d'un retour à une stratégie strictement négociée au sein du FLNKS et demandant l'organisation la plus rapide possible de la consultation d'autodétermination.

### Maire de Hienghène
Il s'investit personnellement dans la bataille des élections municipales de mars 2014, à la tête d'une liste d'union du FLNKS à Hienghène, le maire sortant Jean-Pierre Djaïwé (du Palika) étant frappé d'une peine d'inéligibilité jusqu'en 2016. N'ayant aucune liste concurrente face à lui, il emporte logiquement dès le premier tour, le 23 mars 2014, la totalité des sièges du conseil municipal de cette commune symbolique pour le camp indépendantiste puisque autrefois dirigée par Jean-Marie Tjibaou. Et il est élu, le 28 mars suivant, maire de Hienghène à l'unanimité. Cependant, à la suite de plusieurs démissions de conseillers municipaux en novembre 2015 puis en octobre 2017 (faisant monter le nombre de départs à 8 conseillers sur 19), de nouvelles élections municipales sont organisées le 19 novembre 2017. Et cette fois-ci Daniel Goa ne réussit pas à faire de nouveau l'unité derrière lui, puisqu'une liste Soweï, formée par le Palika et menée par André Lévy, s'oppose à lui : c'est elle qui l'emporte avec 650 voix (54,99 % des suffrages) contre 532 (45,01 %) pour le maire sortant.

## Sources
1. ↑  « Alcoolisé, Daniel Goa percute une voiture et insulte les gendarmes », sur LNC.nc | Les Nouvelles Calédoniennes, le Journal de Nouvelle Calédonie, 19 septembre 2022 (consulté le 9 novembre 2022)
2. ↑  « Justice : Daniel Goa condamné pour conduite en état d'alcoolémie et outrages », sur Nouvelle-Calédonie la 1ère (consulté le 18 décembre 2022)
3. ↑  « Daniel Goa arrêté en récidive d’alcool au volant à Voh », sur Nouvelle-Calédonie la 1ère, 17 juillet 2023 (consulté le 17 juillet 2023)
4. ↑  « Daniel Goa condamné à 6 mois de prison avec sursis pour alcool au volant », sur Nouvelle-Calédonie la 1ère, 20 septembre 2023 (consulté le 1er octobre 2023)
5. ↑  « Daniel Goa, le président de l’Union calédonienne, en cellule de dégrisement pour ivresse publique et manifeste », sur Nouvelle-Calédonie la 1ère, 17 mars 2024 (consulté le 13 avril 2024)
6. ↑  « Propos polémiques de Daniel Goa : les Loyalistes portent plainte », sur Nouvelle-Calédonie la 1ère (consulté le 8 mai 2023)
7. ↑  « Propos polémiques de Daniel Goa : le parquet ouvre une enquête », sur Nouvelle-Calédonie la 1ère (consulté le 8 mai 2023)
8. ↑  « "Notre souveraineté ne pourra qu'être immédiate, pleine et entière et non négociable", lance Daniel Goa en ouverture du CODIR de l'Union calédonienne », sur Nouvelle-Calédonie la 1ère, 9 juin 2024 (consulté le 9 juin 2024)
9. ↑  « Cinq points à retenir de la déclaration solennelle de Louis Mapou », sur Nouvelle-Calédonie la 1ère, 8 juin 2024 (consulté le 9 juin 2024)
10. 1 2 3 4  Y. MAINGUET, entretien avec D. GOA, « "Si on plaçait les légitimités au second plan ?" », Les Nouvelles Calédoniennes, 30/11/2012
11. ↑  [PDF] Arrêté n° 22-97/PN du 24 janvier 1997 portant nomination du Directeur de Cabinet du Président de l'Assemblée de la Province Nord, JONC n°7202, 18/02/2007, p. 507
12. ↑  [PDF] Arrêté n° 09/99 du 17 février 1999 abrogeant l’arrêté n° 22/97 du 24 janvier 1997 portant nomination du Directeur de Cabinet du Président de l’Assemblée de la Province Nord, JONC n°7360, 09/03/1999, p. 999
13. ↑  Composition des listes candidates aux élections provinciales de 1999, site officiel du Congrès de la Nouvelle-Calédonie
14. ↑  [PDF] Publication des résultats de l'élection des membres du Congrès et des Assemblées de Province du 9 mai 1999, JONC n°7 377, p. 2022-2023
15. ↑  Elections provinciales de 1999, site officiel du Congrès de la Nouvelle-Calédonie
16. ↑  « Les tribus affichent leur histoire », Les Nouvelles Calédoniennes, 10/12/2002
17. ↑   [PDF] Composition des listes candidates aux élections provinciales du 9 mai 2004
18. ↑  « Douze milliards pour le budget supplémentaire de la Province », Les Nouvelles Calédoniennes, 27/08/2004
19. ↑  C. RAGAJ, « Province nord : Un vote du budget sur fond d’indépendance », Les Nouvelles Calédoniennes, 20/12/2006
20. ↑  C. RAGAJ, « Excédent record à la province ! », Les Nouvelles Calédoniennes, 01/09/2007
21. ↑  « Daniel Goa : "Une politique de grands travaux" », Les Nouvelles Calédoniennes, 08/04/2009
22. ↑  M. BERNARD, « La directrice des finances de la province Nord remerciée par le président », Les Nouvelles calédoniennes, 21/10/2009
23. ↑  X. HEYRAUD, « L’UC vote contre le budget supplémentaire de la province Nord », Les Nouvelles Calédoniennes, 12/07/2010
24. ↑  « Pascal Naouna risque un an de suspension », Les Nouvelles Calédoniennes, 22/08/2011
25. ↑  Organigramme de l'UC sous la présidence de Pascal Naouna, ancien site de l'UC
26. ↑  Y. MAINGUET, « Et le vainqueur est... Charles Pidjot », Les Nouvelles Calédoniennes, 09/11/2010
27. ↑  Y. M., « L’UC veut "fédérer la mouvance indépendantiste" », Les Nouvelles Calédoniennes, 27/08/2010
28. ↑  Y. M., « La Constitution de "Kanaky" se dessine », Les Nouvelles Calédoniennes, 05/10/2011
29. ↑  Y. M., « L’alliance est bien morte », Les Nouvelles Calédoniennes, 17/11/2012
30. ↑  Y. M., « L’après Pidjot à écrire », Les Nouvelles Calédoniennes, 16/11/2012
31. ↑  Y. MAINGUET, « Daniel Goa aux manettes », Les Nouvelles Calédoniennes, 19/11/2012
32. ↑  Y. M., entretien avec Daniel GOA « "Vers un “bloc nationaliste”" », Les Nouvelles Calédoniennes, 21/11/2012
33. ↑  Ch. MANNEVY, « Le FLNKS veut mobiliser ses troupes », Les Nouvelles calédoniennes, 11/12/2013
34. ↑  Y. MAINGUET, « Des noms et des indiscrétions », Les Nouvelles calédoniennes, 13/01/2014
35. ↑  C. LÉHÉ, « Les discussions à finaliser », Les Nouvelles calédoniennes, 27/01/2014
36. ↑  Propos de Daniel Goa, « "En 2014, on met en place une assemblée constituante" », Les Nouvelles calédoniennes, 09/08/2013
37. ↑  A. PALMIERI, « 44e congrès à Lifou: Daniel Goa réélu à la tête de l'Union Calédonienne », Les Nouvelles calédoniennes, 04/11/2013
38. ↑  Fr. DHIE, « Congrès de l'UC à Lifou : Réélection de Daniel Goa », NCpresse.nc, 03/11/2013
39. ↑  A. PALMIERI, « Election des premiers maires de Nouvelle-Calédonie », Nouvelle-Calédonie 1re, 28/03/2014
40. ↑  « Politique en Nouvelle-Calédonie : Daniel Goa, Président de l’Union Calédonienne, perd les municipales partielles à Hienghène », Outremers360°, 20/11/2017